# Antoni Nosarzewski (zm. 1839)
Antoni Nosarzewski herbu Dołęga (ur. ok. 1750, zm. 11 lutego 1839 w Sulmierzu) – komisarz cywilno-wojskowy ciechanowski, rotmistrz chorągwi 3. Brygady Kawalerii Narodowej w 1784 roku.